# Warszawa Zachodnia EKD
Warszawa Zachodnia EKD – stacja kolejowa w Warszawie zlikwidowana w 1975 roku.
Została wybudowana w 1927 roku przez Elektryczne Koleje Dojazdowe. Znajdowała się w dzielnicy Ochota przy ulicy Szczęśliwickiej.